# Josef Hader
Josef Hader est un acteur, réalisateur et chansonnier autrichien né à Waldhausen (Haute-Autriche) le 14 février 1962.

## Biographie

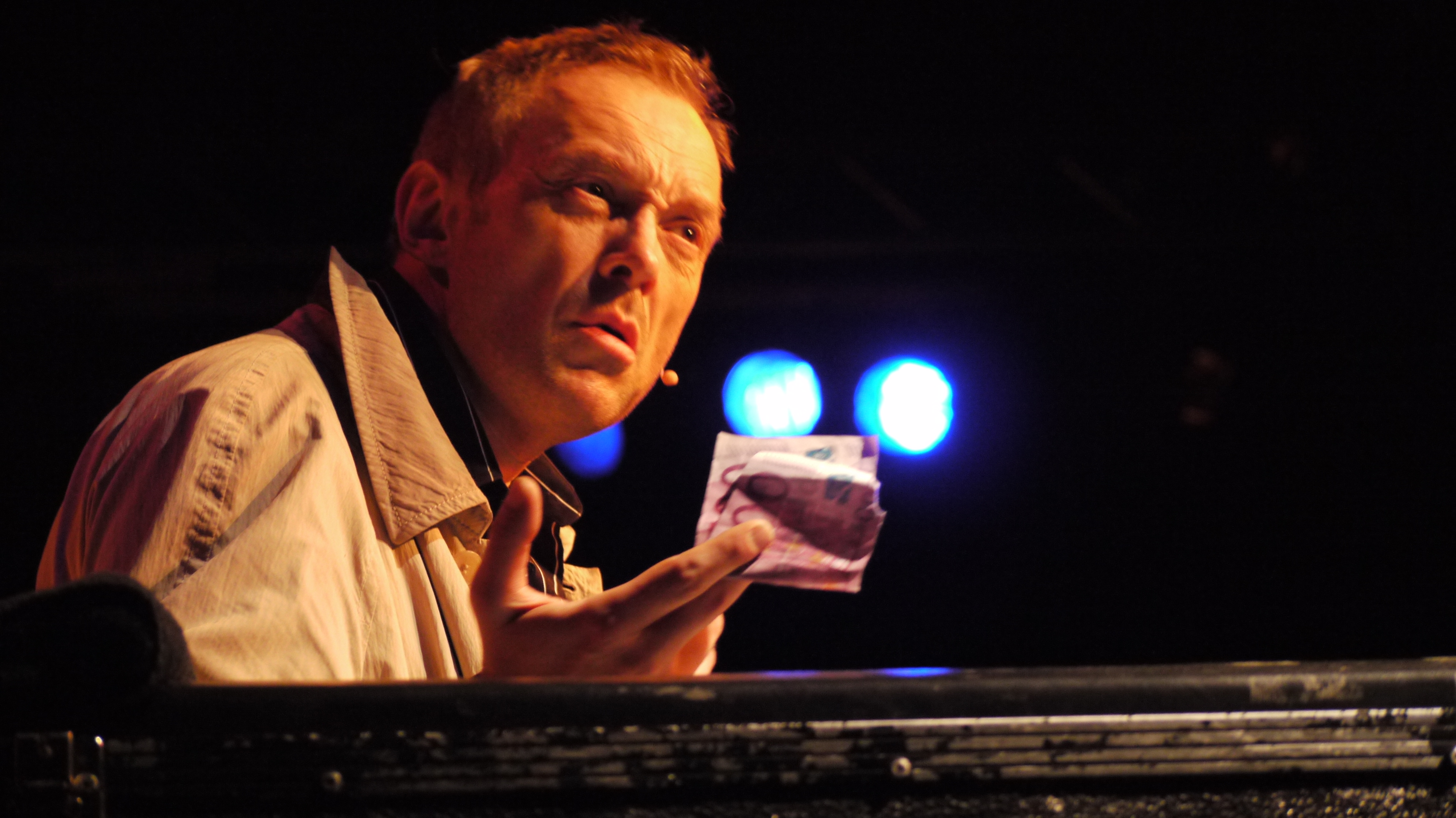
Josef Hader en 2012.

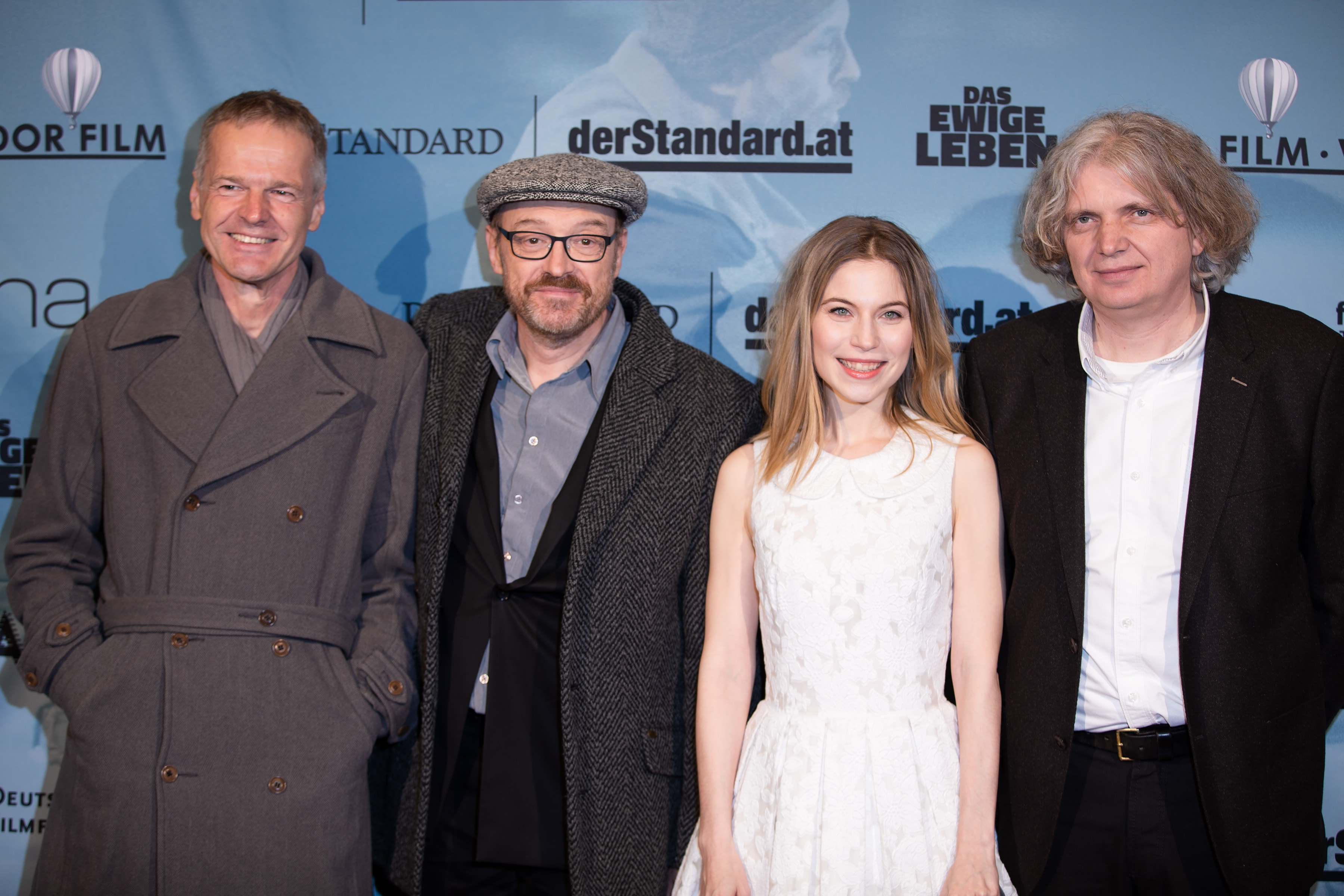
Wolf Haas, Josef Hader, Nora von Waldstätten et Wolfgang Murnberger lors de la première de Das ewige Leben (2015).

Josef Hader grandit dans la ferme familiale à Nöchling dans le Waldviertel et fréquente l'école de l'abbaye de Melk. Après son certificat de maturité, il effectue un service civil auprès de la croix-rouge autrichienne (de) et commence à étudier la germanistique et l'histoire.
En 1982, il écrit son premier programme de cabaret, Fort Geschritten, qu'il joue dans des restaurants et dans les zones piétonnes de Vienne. En 1985, pour son second programme de cabaret, Der Witzableiter und das Feuer, avec son ancien camarade de classe Otto Lechner au piano, il est récompensé par le prix Salzburger Stier (de). Il décide alors d'arrêter ses études pour se consacrer au cabaret. En 1988, il obtient le prix d'encouragement de l'Österreichischer Kleinkunstpreis (de). Il s'éloigne des numéros de cabaret politique et évolue vers des pièces en un acte. En 1990, il reçoit le prix Deutscher Kleinkunstpreis (de) et continue à évoluer vers une forme de récit monologué. Son programme Privat devient, avec 500 000 spectateurs le plus couronné de succès en Autriche. En 1992, il reçoit avec Alfred Dorfer le prix principal de l'Österreichischer Kleinkunstpreis (de) pour Indien. En 2011, il est récompensé par le Bayerischer Kabarettpreis (de) et le Göttinger Elch (de). À Berlin, il a pu jouer sur une scène telle que le Berliner Kabarett Anstalt.
En 1993, la pièce Indien est adaptée en un film homonyme où il joue et qui est récompensé par le prix Max Ophüls et le prix du cinéma autrichien. C'est le début d'une seconde carrière au cinéma, qui lui permet de devenir connu hors d'Autriche. Il incarne le détective Simon Brenner dans l'adaptation des romans policiers de Wolf Haas sous la direction de Wolfgang Murnberger, dont Komm, süßer Tod (2000), Silentium (2004) et Bienvenue à Cadavres-les-Bains (Der Knochenmann, 2009). Komm, süßer Tod réalise le plus d'entrées au cinéma de l'année 2000 en Autriche et sa prestation dans Bienvenue à Cadavres-les-Bains est récompensée par un Romy partagé avec Wolfgang Murnberger et Wolf Haas et un prix au festival Diagonale. Il incarne Stefan Zweig dans Stefan Zweig, adieu l'Europe (Vor der Morgenröte, 2016).
À la télévision, il joue dans la série télévisée 8 x 45 (de) de David Schalko (de). Il continue la collaboration avec celui-ci en 2010 dans Sang chaud et chambre froide (Aufschneider) et un film au cinéma, Wie man leben soll (de). Pour sa prestation dans le téléfilm Ein halbes Leben (2009), il reçoit le prix Prix de la télévision allemande (de) du meilleur acteur ainsi que le Adolf-Grimme-Preis.
Il passe à la réalisation en 2015 avec son film La Tête à l'envers (Wilde Maus),.
Il est le compagnon de l'actrice Pia Hierzegger, avec laquelle il a joué dans plusieurs films, a deux fils et vit à Vienne.

## Filmographie

### Acteur
- 1988 : Sternberg - Shooting Star
- 1992 : Duett
- 1992 : Cappuccino Melange
- 1993 : Indien
- 2000 : Geboren in Absurdistan
- 2000 : Der Überfall
- 2000 : Komm, süßer Tod
- 2000 : Gelbe Kirschen
- 2002 : Blue Moon
- 2002 : Un soir de Noël
- 2004 : Silentium
- 2004 : Les truands cuisinent
- 2005 : 8x45 - Austria Mystery (mini série télévisée, épisode Heaven)
- 2007 : Des chiens dans la neige
- 2008 : Randgestalten
- 2008 : Ein halbes Leben (téléfilm)
- 2009 : Bienvenue à Cadavres-les-Bains
- 2009 : Die Perlmutterfarbe
- 2010 : Sang chaud et chambre froide (Der Knochenmann)
- 2010 : Die verrückte Welt der Ute Bock
- 2011 : Wie man leben soll
- 2016 : Stefan Zweig, adieu l'Europe (Vor der Morgenröte) de Maria Schrader : Stefan Zweig
- 2019 : Nevrland de Gregor Schmidinger (en) : le père
- 2024 : Andrea lässt sich scheiden de lui-même :

### Réalisateur
- 2017 : La Tête à l'envers (Wilde Maus)
- 2024 : Andrea lässt sich scheiden (aussi scénariste)